# Paolo Bortoluzzi
Pour les articles homonymes, voir Bortoluzzi.
Paolo Bortoluzzi est un danseur italien né à Gênes le 17 mai 1938 et mort à Bruxelles le 16 octobre 1993.

## Biographie
En 1960, il rejoint à Bruxelles le Ballet du XXe siècle et devient rapidement le premier danseur de la troupe de Maurice Béjart.
Directeur artistique du Ballet de Düsseldorf de 1984 à 1991, il dirigera le Ballet de Bordeaux durant les dernières années de sa vie.
L'écrivain et critique d'art Marcel Lobet lui a consacré une importante biographie (Bruxelles, Paul Legrain, 1979).